# Поспілова (Упоровський район)
Поспі́лова (рос. Поспелова) — присілок у складі Упоровського району Тюменської області, Росія.
Населення — 69 осіб (2010, 99 у 2002).
Національний склад станом на 2002 рік:
- росіяни — 86 %